# Medic
亞倫·張伯倫（英語：Aaron Chamberlain，1991年6月17日—），化名「Medic」，是一名英國電子競技評述員、實況主和普通科醫生，曾為《虛榮》世界大賽和英雄聯盟歐洲地區冠軍聯賽旁述，現為英雄聯盟歐洲、中東與非洲冠軍聯賽的四位自由身評述員之一。由於他在投身電競界前為醫生，因而得其化名。

## 早年
張伯倫於德國慕尼黑出生，在印度科代卡納爾長大，曾就讀於當地的科代卡納爾國際學校。他在童年時不太喜歡電子遊戲，僅曾試玩《模擬人生》和《帝國時代》，更從未玩過線上遊戲。張伯倫在高中畢業後休學一年，並在2010年入讀英國東盎格利亞大學醫學院。他在大學二年級時在朋友推薦下接觸《英雄聯盟》，並跟友人們成立了戰隊。然而隨著戰隊成員增加難以同時開黑，張伯倫遂讓出位置，改為拍攝友人們的遊戲過程，並加以評論，開始發現自己在這方面的興趣。他在三年級時曾應徵擔任歐洲地區英雄聯盟冠軍聯賽旁述，並通過了面試階段，但經考慮後決定退出甄選回到英國完成學位。他隨後一邊上學一邊接洽街外的電子競技評述工作，以半工讀的形式擔任評述員，更間中在考試週期外的日子到訪其他國家進行遊戲旁述，直至五年級時因學業繁忙而暫停。張伯倫於2015年畢業。在完成實習後曾到切斯特菲爾德皇家醫院外科部門工作一年，但由於他發現自己不太喜歡當醫生，而且《虛榮》開出一個令他動心的酬金金額，因此應邀擔任全職評述員。他的家人出乎意料地支持他的決定，父親更特意觀看影片了解張伯倫旁述的遊戲。

## 電競生涯
張伯倫自2016年夏季起開始為《虛榮》進行全職評述，其中包括旁述2016和2017年度的世界大賽。他隨後亦獲拳頭遊戲邀請為英雄聯盟挑戰者聯賽評述，開始了他的《英雄聯盟》評述生涯，並結識了他日後經常合作的拍擋Vedius。他自2017年春季起為歐洲地區英雄聯盟冠軍聯賽進行旁述，又在同年夏季宣佈他將會繼續擔任挑戰者聯賽和歐洲地區冠軍賽的評述員。張伯倫在評述時為了在冗長的比賽和中場休息時段吸引觀眾，會進行各種表演，包括唱歌和說唱等，甚至為2020年的賽事專門錄製了歌曲，引起關注，其評述表現亦獲得廣泛讚賞，曾被《Excélsior》形容為「最優秀的英雄聯盟評述員之一」。張伯倫目前為英雄聯盟歐洲地區冠軍賽的四位自由身評述員之一，亦自2021年起為《爐石傳說》世界大賽擔任旁述員。2022年7月，張伯倫以精神健康為由宣佈短暫暫停評述工作。
此外，張伯倫亦曾於2020年創下速通遊戲《哈迪斯》的世界紀錄，但該紀錄於翌年被一名法國玩家打破。

## 外部連結
- 亞倫·張伯倫的Instagram帳戶
- 亞倫·張伯倫的X（前Twitter）